# Mahamadou Dembélé
Mahamadou Dembélé (Brétigny-sur-Orge, 10 april 1999) is een Frans voetballer van Malinese afkomst die onder contract staat bij RFC Seraing.

## Carrière
Mahamadou Dembélé speelde in de jeugd van CSF Brétigny en Paris Saint-Germain. In het seizoen 2016/17 speelde hij twee wedstrijden voor het tweede elftal van PSG, waarin hij in de laatste, een 3-1 overwinning op Voltigeurs de Châteaubriant, een doelpunt wist te maken. In 2017 vertrok hij transfervrij naar het Oostenrijkse Red Bull Salzburg, waar hij enkele wedstrijden op de bank zat, maar tot op heden nog niet in actie kwam. Hij speelde wel regelmatig in het beloftenelftal, FC Liefering, wat uitkomt op het tweede niveau van Oostenrijk. De tweede seizoenshelft van het seizoen 2018/19 wordt Dembélé verhuurd aan Fortuna Sittard. In april liep hij een zware knieblessure op tijdens een training, waarop hij vroegtijdig werd teruggestuurd naar Oostenrijk. Hij speelde slechts drie wedstrijden in de Eredivisie. In 2019 vertrok hij bij Salzburg, en ging hij voor Troyes AC spelen. Deze club verhuurde hem tweemaal aan Pau FC. In 2022 vertrok hij op de laatste dag van de transferperiode naar RFC Seraing. Hij speelde onder andere door blessures maar twee wedstrijden in de Eerste klasse A. Na de degradatie naar de Eerste klasse B in 2023 kwam hij vaker in actie.

### Statistieken

#### Beloften
| Seizoen                       | Club                   | Land            | Competitie             | Competitie | Competitie | Overig | Overig | Totaal | Totaal |
| Seizoen                       | Club                   | Land            | Competitie             | Wed.       | Dlp.       | Wed.   | Dlp.   | Wed.   | Dlp.   |
| ----------------------------- | ---------------------- | --------------- | ---------------------- | ---------- | ---------- | ------ | ------ | ------ | ------ |
| 2016/17                       | Paris Saint-Germain II | Frankrijk       | CFA                    | 2          | 1          | –      | –      | 2      | 1      |
| 2017/18                       | FC Liefering           | Oostenrijk      | Erste Liga             | 29         | 2          | –      | –      | 29     | 2      |
| 2018/19                       | FC Liefering           | Oostenrijk      | 2. Liga                | 11         | 1          | –      | –      | 11     | 1      |
| 2019/20                       | Troyes AC II           | Frankrijk       | Championnat National 3 | 2          | 0          | –      | –      | 2      | 0      |
| 2020/21                       | Troyes AC II           | Frankrijk       | Championnat National 3 | 1          | 0          | –      | –      | 1      | 0      |
| 2022/23                       | RFC Seraing U23        | België          | Tweede afdeling        | 6          | 1          | –      | –      | 6      | 1      |
| Totaal beloften               | Totaal beloften        | Totaal beloften | Totaal beloften        | 51         | 5          | 0      | 0      | 51     | 5      |
| Bijgewerkt op 13 januari 2024 |                        |                 |                        |            |            |        |        |        |        |

#### Senioren
| Seizoen                       | Club              | Land            | Competitie      | Competitie | Competitie | Beker | Beker | Totaal | Totaal |
| Seizoen                       | Club              | Land            | Competitie      | Wed.       | Dlp.       | Wed.  | Dlp.  | Wed.   | Dlp.   |
| ----------------------------- | ----------------- | --------------- | --------------- | ---------- | ---------- | ----- | ----- | ------ | ------ |
| 2017/18                       | Red Bull Salzburg | Oostenrijk      | Bundesliga      | 0          | 0          | 0     | 0     | 0      | 0      |
| 2018/19                       | Red Bull Salzburg | Oostenrijk      | Bundesliga      | 0          | 0          | 0     | 0     | 0      | 0      |
| 2018/19                       | → Fortuna Sittard | Nederland       | Eredivisie      | 3          | 0          | 0     | 0     | 3      | 0      |
| 2019/20                       | Troyes AC         | Frankrijk       | Ligue 2         | 3          | 0          | 0     | 0     | 3      | 0      |
| 2020/21                       | Troyes AC         | Frankrijk       | Ligue 2         | 4          | 0          | 1     | 0     | 5      | 0      |
| 2020/21                       | → Pau FC          | Frankrijk       | Ligue 2         | 8          | 0          | 0     | 0     | 8      | 0      |
| 2021/22                       | → Pau FC          | Frankrijk       | Ligue 2         | 35         | 0          | 1     | 0     | 36     | 0      |
| 2022/23                       | RFC Seraing       | België          | Eerste klasse A | 2          | 0          | 1     | 0     | 3      | 0      |
| 2023/24                       | RFC Seraing       | België          | Eerste klasse B | 8          | 0          | 0     | 0     | 8      | 0      |
| Totaal senioren               | Totaal senioren   | Totaal senioren | Totaal senioren | 63         | 0          | 3     | 0     | 66     | 0      |
| Carrièretotaal                | Carrièretotaal    | Carrièretotaal  | Carrièretotaal  | 114        | 5          | 3     | 0     | 117    | 4      |
| Bijgewerkt op 13 januari 2024 |                   |                 |                 |            |            |       |       |        |        |